# Rhinolophus subbadius
Rhinolophus subbadius är en fladdermusart som beskrevs av Edward Blyth 1844. Den ingår i släktet Rhinolophus och familjen hästskonäsor. Inga underarter finns listade i Catalogue of Life.

## Beskrivning
En mycket liten hästskonäsa med en päls som på ovansidan är ljusbrun med gråaktig hårbas, på skuldror och undersida är den något ljusare. Som alla hästskonäsor har arten flera hudflikar kring näsan. Flikarna brukas för att rikta de överljudstoner som används för ekolokalisation. Till skillnad från andra fladdermöss som använder sig av överljudsnavigering produceras nämligen tonerna hos hästskonäsorna genom näsan, och inte som annars via munnen. Hos denna art är lansetten, den spetsiga, uppåtriktade mittdelen triangelformad med konkava sidor. Underarmslängden är 3,3 till 3,8 cm, svansen 1,6 till 1,9 cm, huvudet 1,4 till 1,5 cm och öronen 1,4 till 1,8 cm långa.

## Utbredning
Arten förekommer med flera från varandra skilda populationer i södra Asien i Nepal, nordöstra Indien, Bangladesh, norra Myanmar och sydöstra Kina.

## Ekologi
Habitatet utgörs av skogar med bambu som undervegetation. I norra Burma går den upp till 1 200 meter.

## Bevarandestatus
IUCN kategoriserar arten globalt som livskraftig. Populationen minskar emellertid, och habitatförlust till följd av skogsbruk, uppodling och gruvdrift listas som hot.